# Toni Frissell
Toni Frissell, nascida Antoinette Frissell Bacon, (Manhattan, 10 de março de 1908 – Long Island, 17 de abril de 1988) foi uma fotógrafa norte-americana, conhecida por suas fotografias de moda, retratos de celebridades americanas e europeias e mulheres de diversos tipos.
É considerada uma das fotógrafas pioneiras do jornalismo, tendo começado sua carreira em revistas de moda e se tornado fotógrafa voluntária na Segunda Guerra Mundial, após o que retornou às revistas e aos jornais.
No pós-guerra tornou-se a primeira fotógrafa da revista Sports Illustrated e focou sua obra em mulheres esportistas. Teve um filho e uma filha e morreu em decorrência da doença de Alzheimer.

## Biografia
Nascida Antoinette Frissell Bacon em Manhattan, Nova Iorque, em 10 de março de 1908, era a filha de Lewis Fox Frissell e Antoinette Wood Montgomery, de uma rica família com grande importância no meio econômico dos Estados Unidos.
Em 1925, graduou-se na Miss Porter's School, em Farmington, Connecticut. Pouco depois passou a usar o nome Toni Frissell, com o qual assinou mesmo após seu casamento. Em 1932 casou-se com o nobre Francis McNeill Bacon III, com quem teve um filho em 1933, chamado de Varick, e uma filha em 1935, Sidney.
De 1927 a 1930, trabalhou como atriz em uma turnê com a companhia de teatro de Max Reinhardt pelos Estados Unidos e Europa. De 1941 a 1945, voluntariou-se como fotógrafa na Segunda Guerra Mundial. Em 1942, começou a trabalhar como fotógrafa freelancer para revistas como a Harper's Bazaar, Life, Look, Vogue e Sports Illustrated, até 1967, quando decidiu aposentar-se.
Em 1946, publicou algumas de suas fotos em livro, em The Happy Island, organizado por Sally Woodall Lee, sobre as ilhas de Bermudas. Em 1948, publicou seu primeiro livro próprio de fotografia, Toni Frissell’s Mother Goose. Em 1953, tornou-se a primeira fotógrafa fixa da Sports Illustrated.
Em 1973, concedeu sua coleção de fotografias e negativos à Biblioteca do Congresso, em Washington, D.C., que contém mais de 340,00 itens, incluindo sua própria seleção de suas 1,800 melhores fotografias. De acordo com ela, fez a doação por querer que as gerações seguintes pudessem observar um segmento da sociedade como ele realmente foi.
Em 1975, publicou seu terceiro e último livro sobre fotografia, King Ranch, 1939-1944: A Photographic Essay.
Na velhice, desenvolveu a doença de Alzheimer, em decorrência da qual morreu em 10 de março de 1988, na ilha de Long Island, Nova Iorque.

## Carreira fotográfica

### Juventude
O irmão de Toni, Varick Frissell, um cineasta, ensinou-a ainda na juventude algumas técnicas de fotografia, que a levariam a dar prosseguimento a seus estudos, embora não de forma acadêmica.

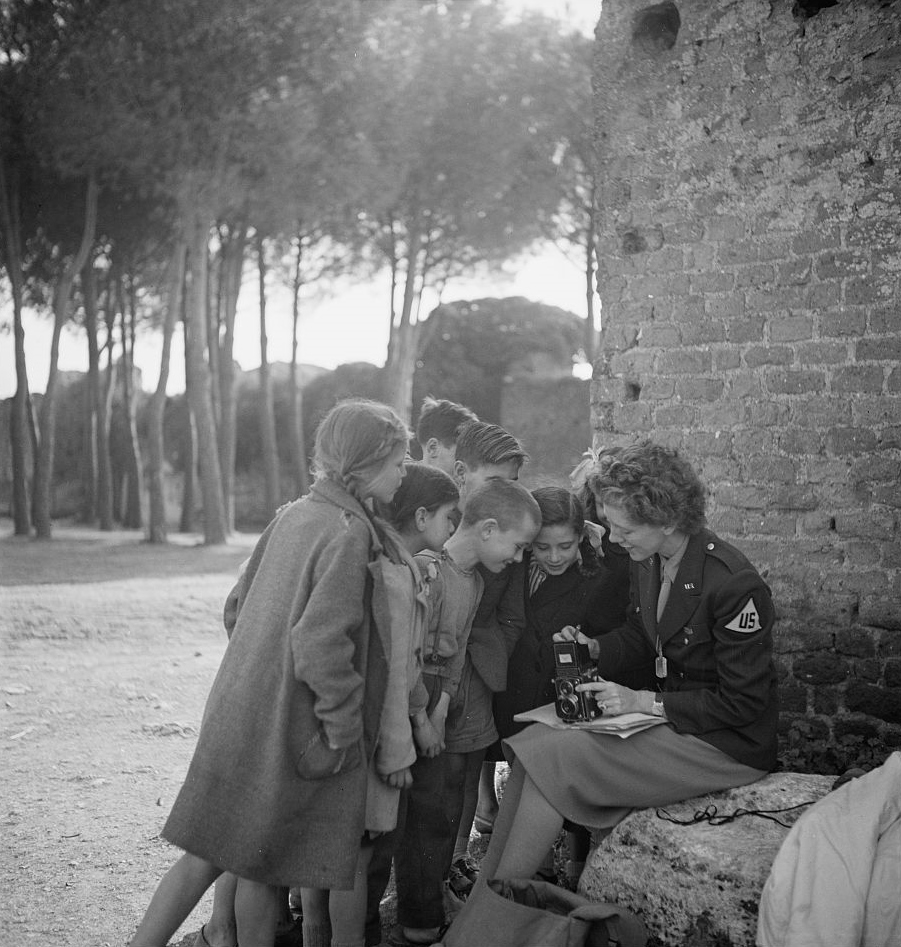
Frissell sentada com crianças na Europa durante a Segunda Guerra Mundial, em 1945.

Apesar de não ter recebido uma educação formal em fotografia, tornou-se aprendiz do fotógrafo Javier Hernandez, que permitiu que ela estabelecesse contato com fotógrafos famosos como o inglês Cecil Beaton e o americano Edward Steichen.
Em 1931, exerceu pela primeira vez a profissão de fotojornalista, na revista norte-americana Vogue, ocasião conquistada devido à influência do conde Montrose Nast, seu amigo e editor de revistas.

### Segunda Guerra Mundial
Em 1941, Frissell voluntariou-se no departamento de fotografia na Cruz Vermelha Americana, passando pouco depois a trabalhar na Oitava Força Aérea e a tornar-se a fotógrafa oficial do Corpo de Exército Feminino. No lugar tirou centenas de fotografias de enfermeiras, soldados da linha de frente, soldadas mulheres, aeronautas afro-americanos e crianças órfãs.
Viajou à frente europeia duas vezes. Suas fotografias de mulheres militares e de pilotos afro-americanos no esquadrão Tuskegee Arimen foram usadas para incentivar o alistamento de mulheres e afro-americanos no Exército.
De acordo com Frissell, a mudança de sua fotografia da moda para a guerra foi causada pela necessidade, sentida por outras fotógrafas da época, de trocar as páginas dos catálogos de moda para as fotos das páginas principais de notícias chocantes. Quando alistou-se em 1941, declarou: “Tornei-me tão frustrada com a moda que quis provar a mim mesma que podia fazer reportagens reais”.

### Pós-Guerra
Após o fim da Segunda Guerra Mundial, Frissell retomou sua vida pessoal e carreira fotográfica, continuando seu trabalho em revistas de moda mais por necessidade que interesse e passando a focar sua fotografia em mulheres e esportes.
Em 1953, foi a fotógrafa enviada pela revista Harper's Bazaar para cobrir o casamento do então senador estadunidense John F. Kennedy com Jacqueline Kennedy. Trabalhou na mesma época para a Sports Illustrated e a Life.
Foi a primeira fotógrafa da Sports Illustrated, focando seus trabalhos para a revista nas mulheres esportistas.

## Galeria

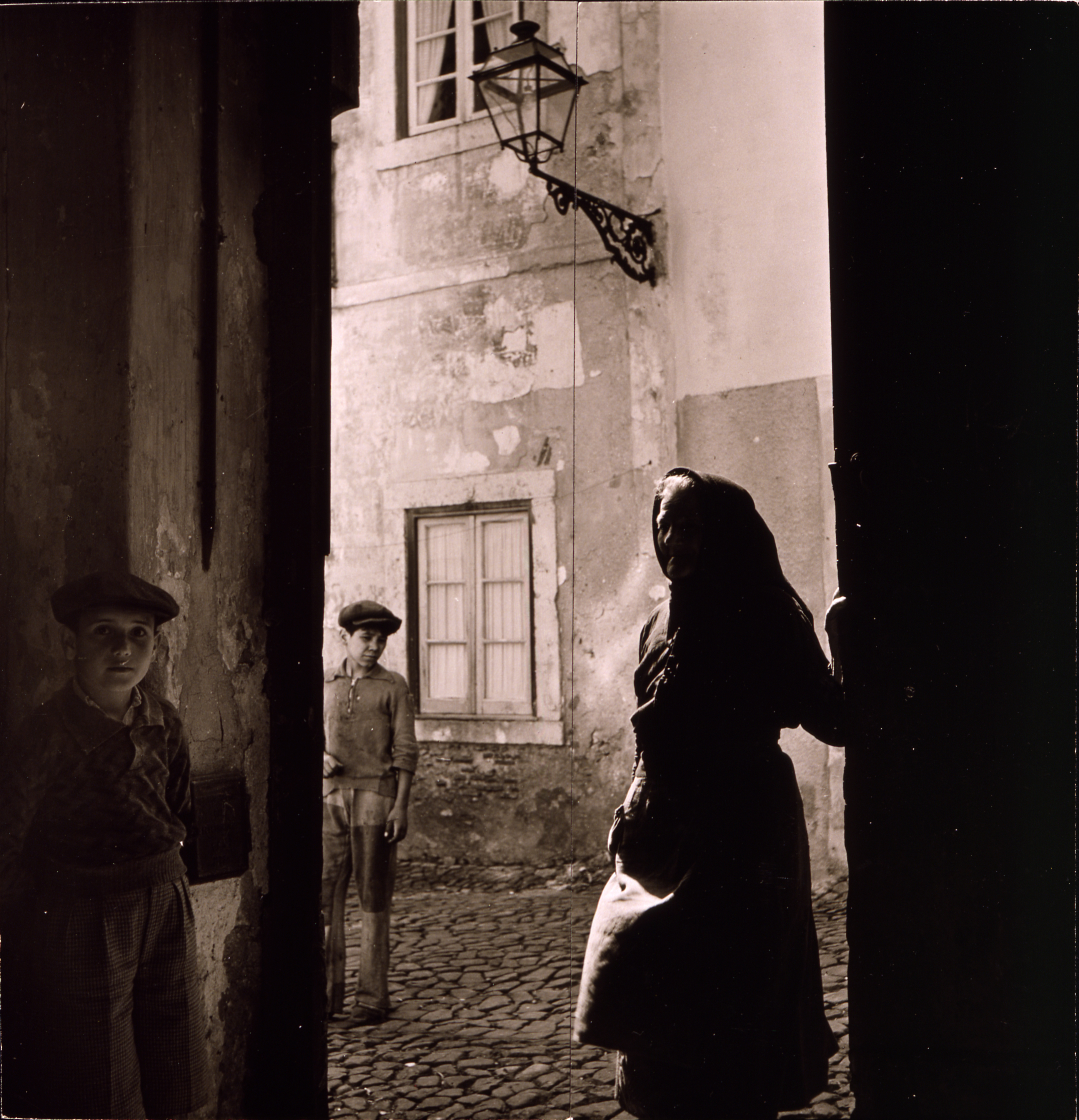
Rua medieval de Alfama (por volta de 1940)
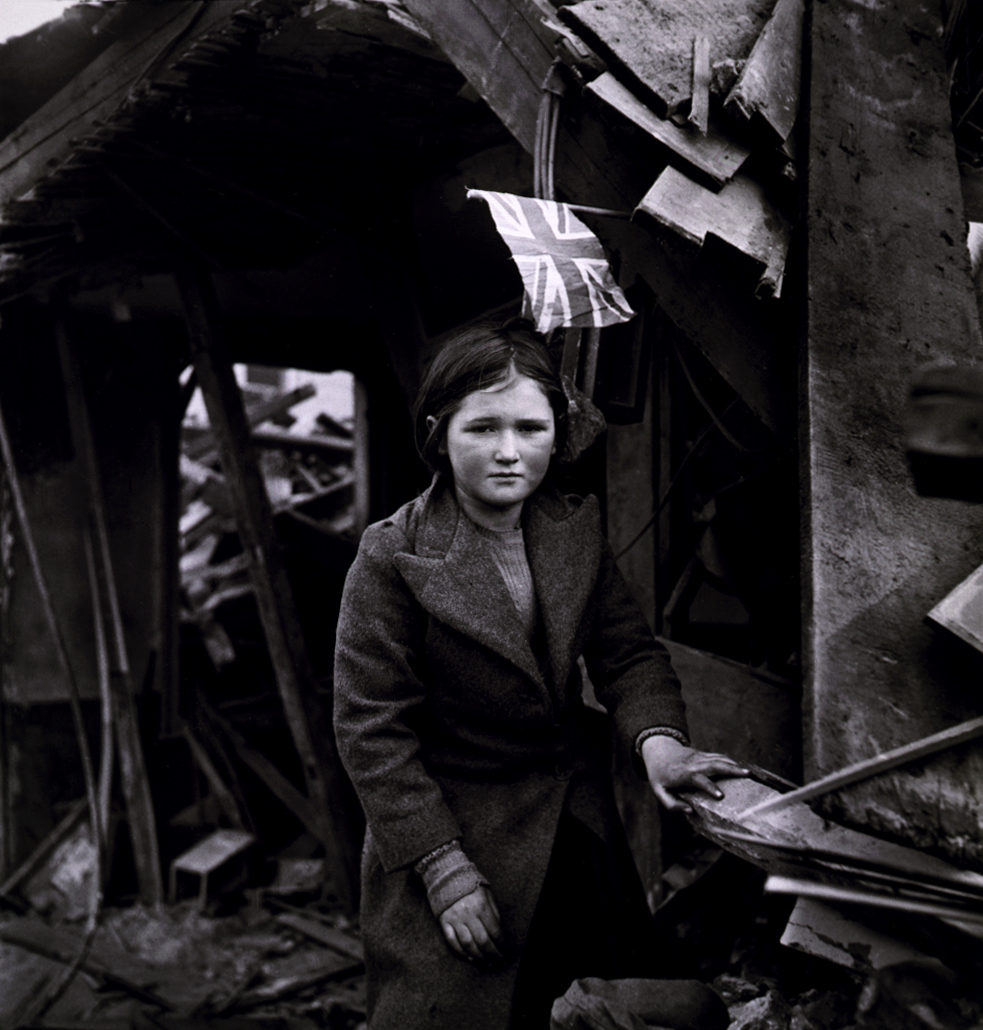
Acidente em Battersea (1945)
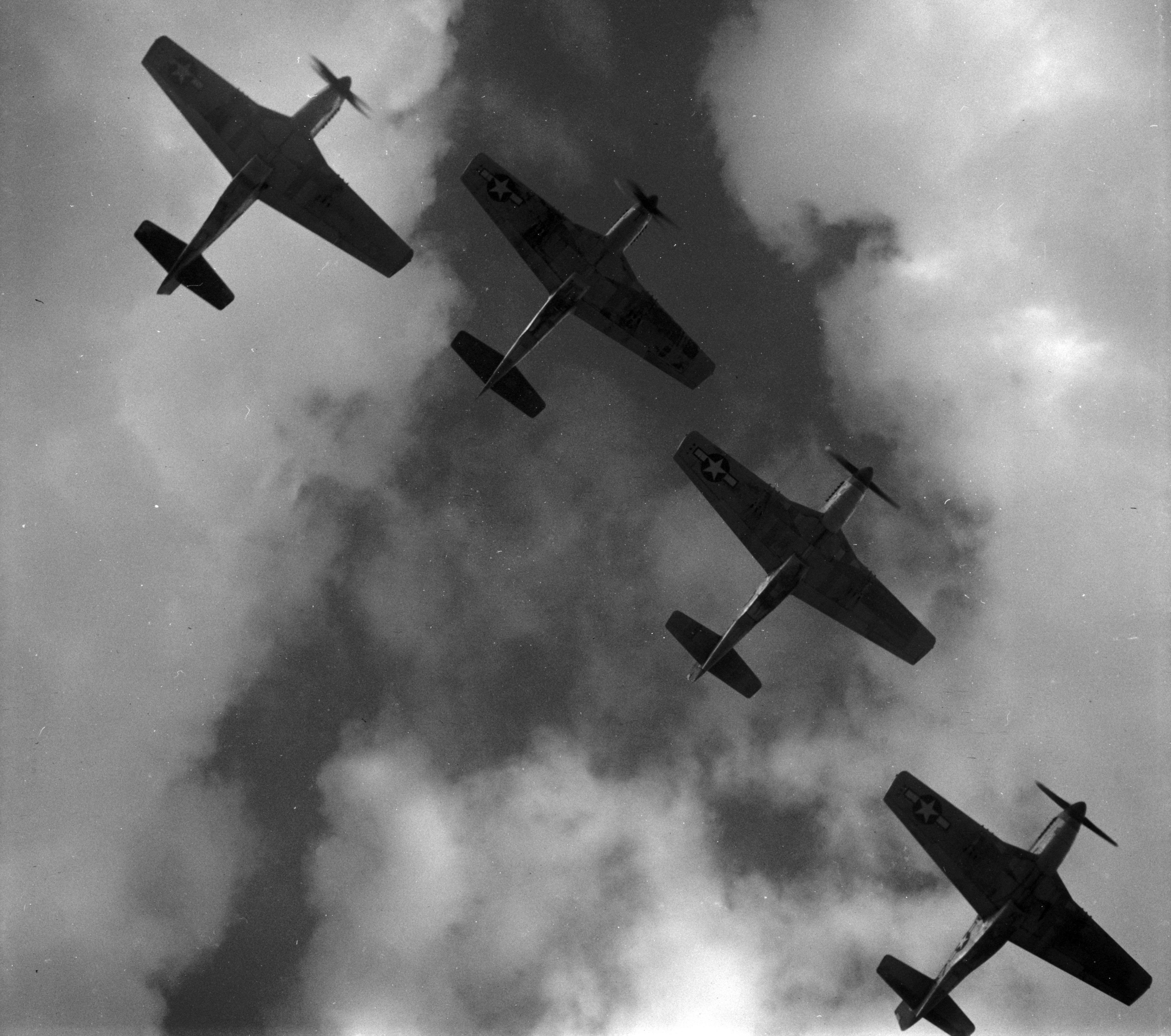
P-51s sobre aeródromo de Ramitelli (1945)
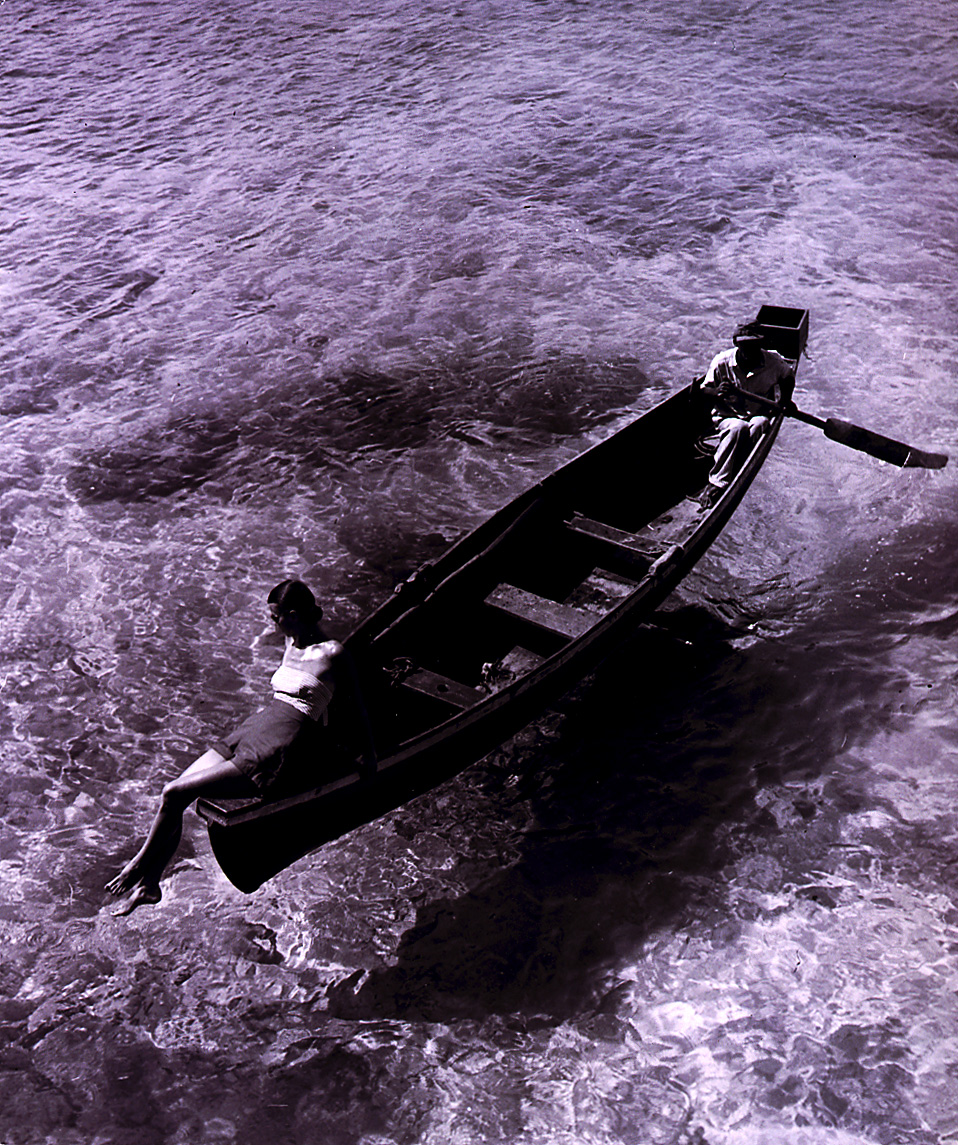
Modelo sobre bote (1946)
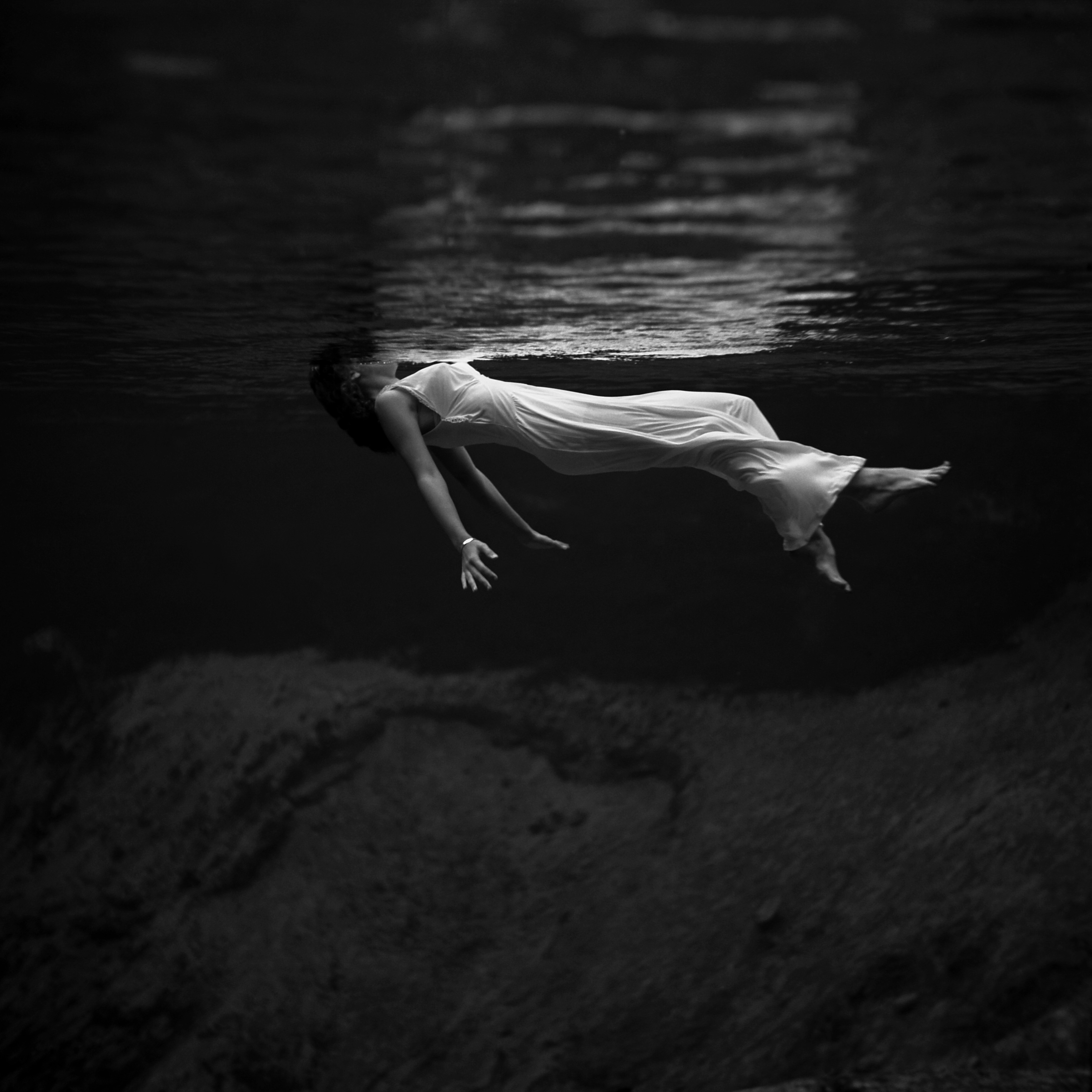
Vista submersa de uma mulher (1947)
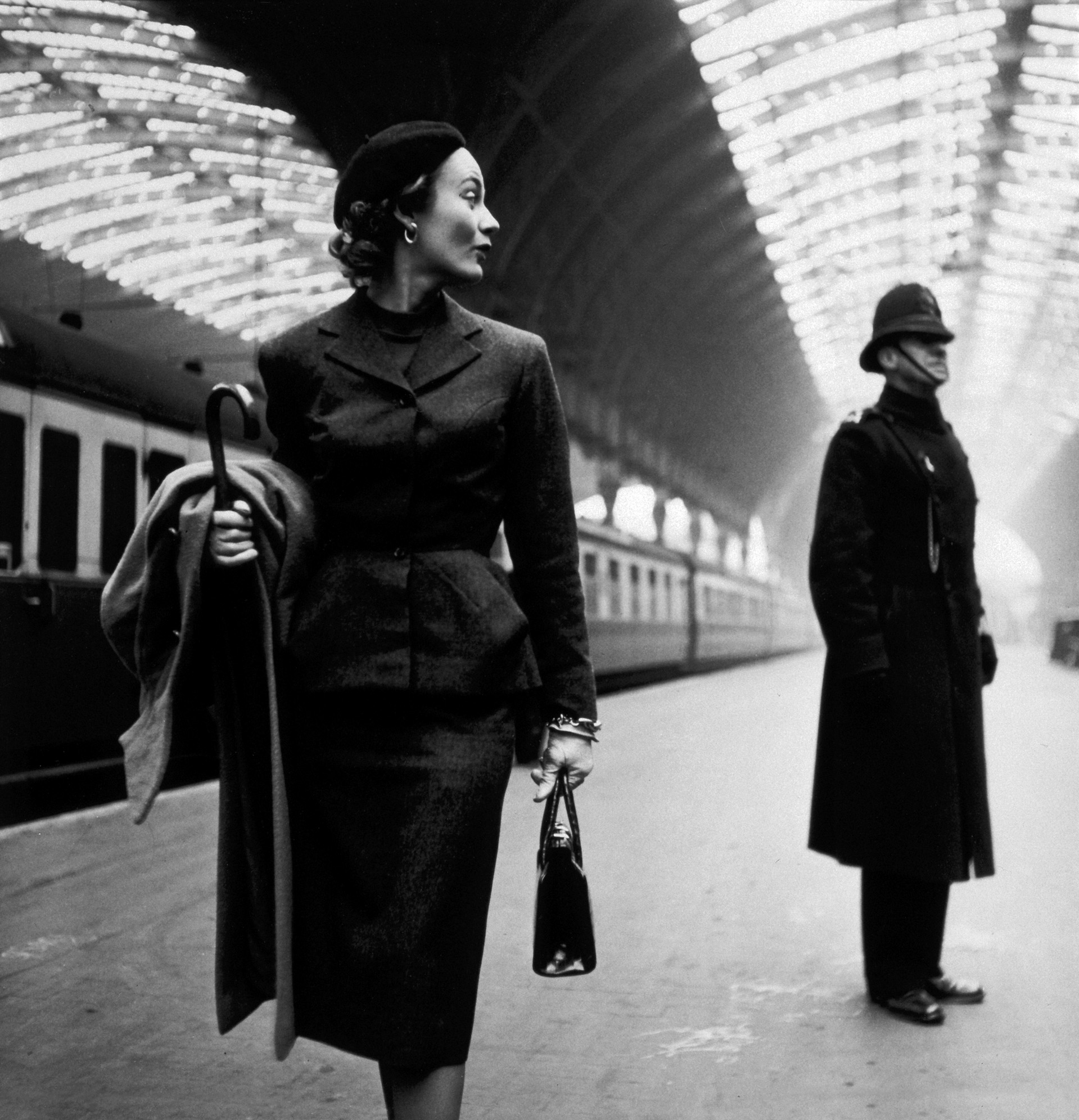
Lisa Fonssagrives na Estação Paddington (1951)
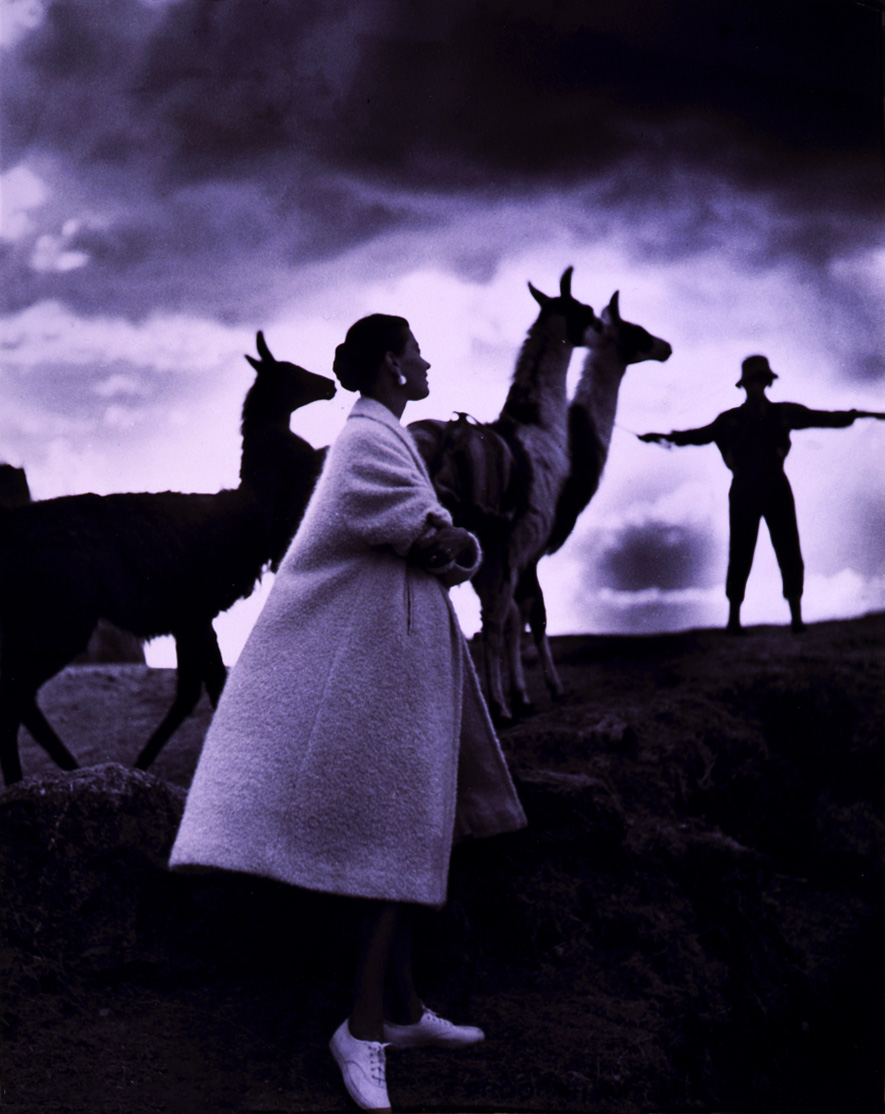
Lhamas (1952)
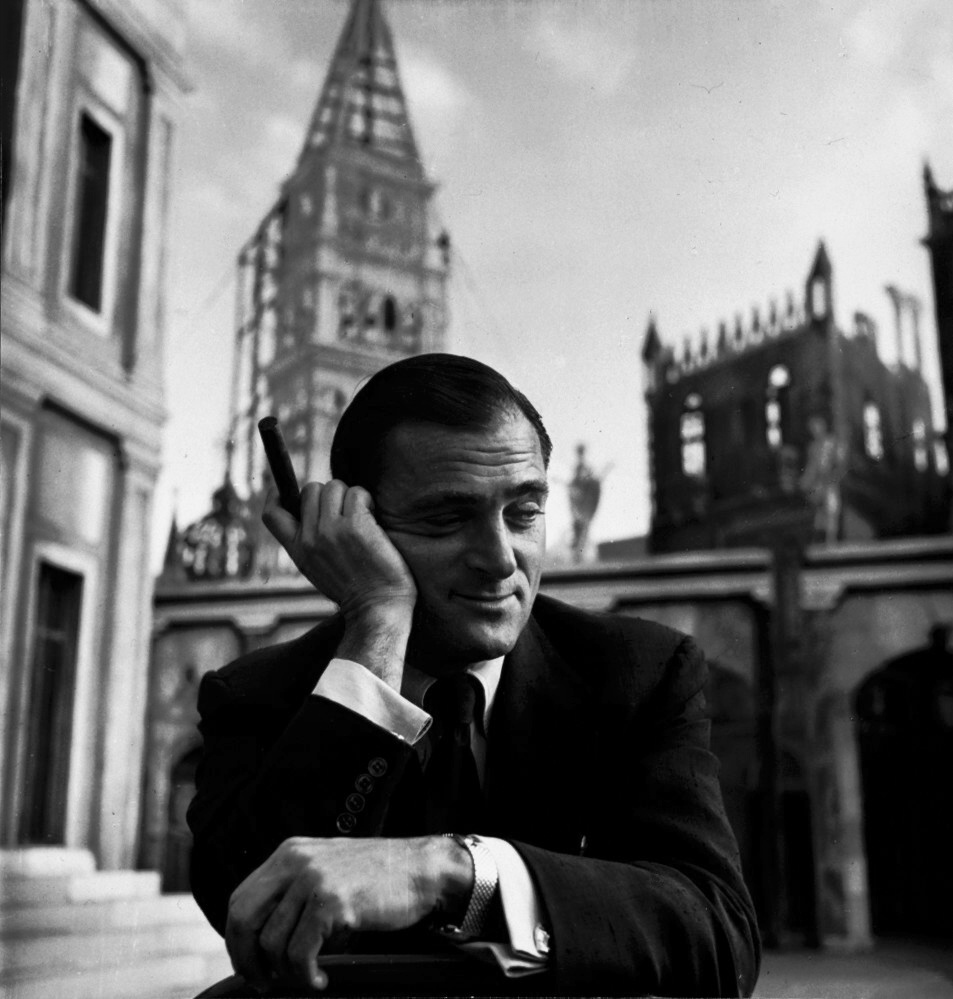
Retrato de Michael Todd (1952)
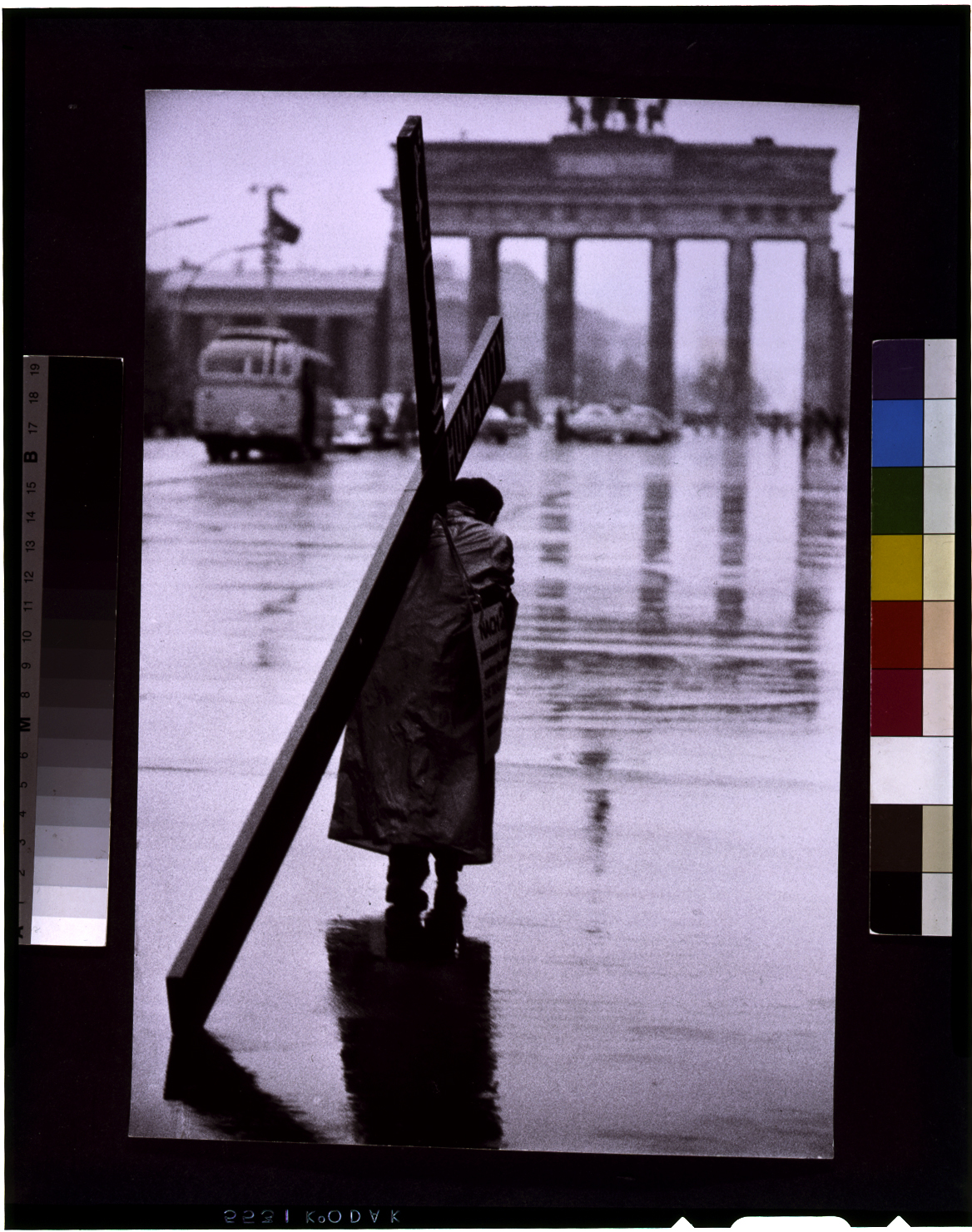
Muro de Berlim (1961)
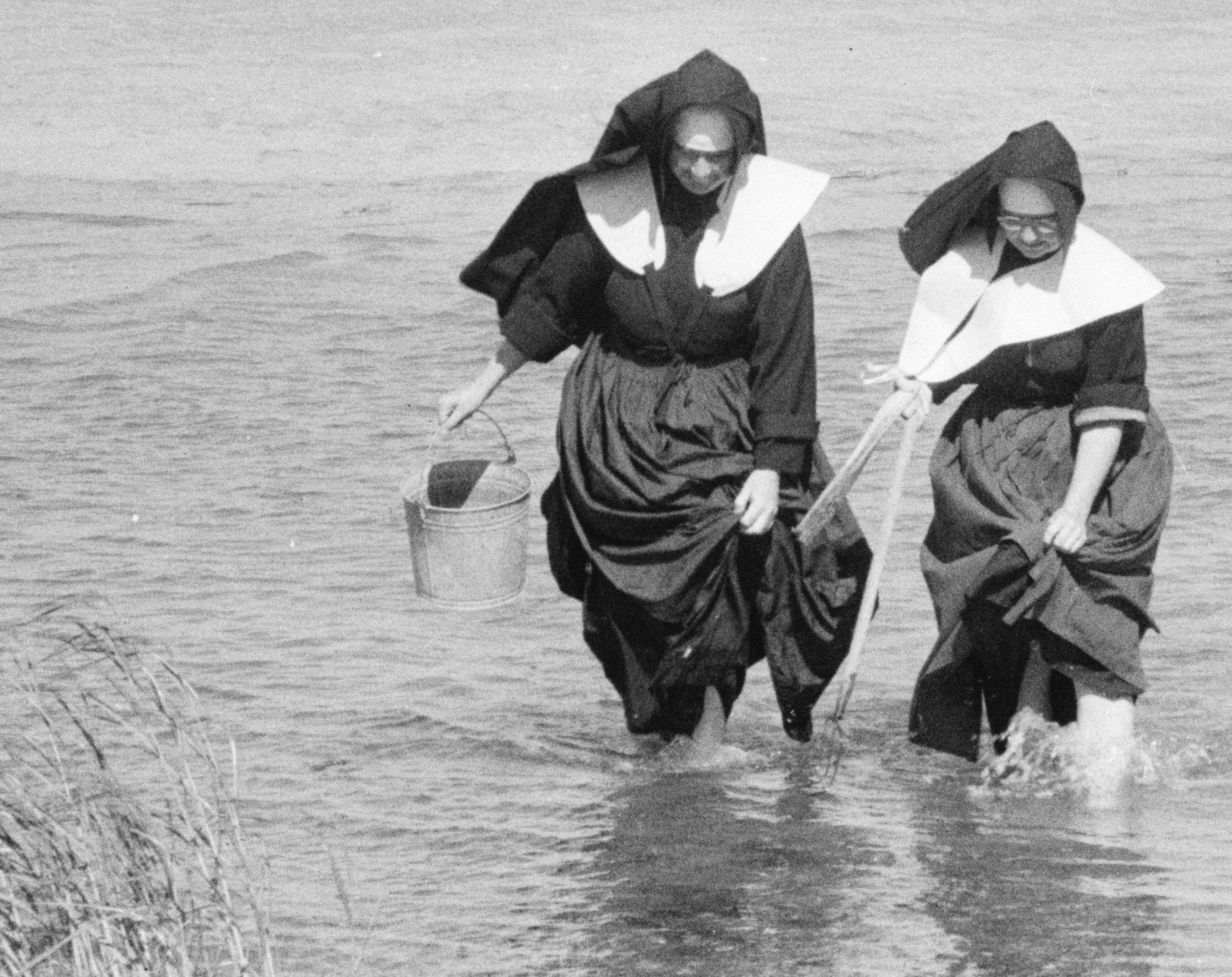
Freiras chapinhando